# Endospermum ovatum
Endospermum ovatum är en törelväxtart som beskrevs av Elmer Drew Merrill. Endospermum ovatum ingår i släktet Endospermum och familjen törelväxter. Inga underarter finns listade i Catalogue of Life.